# Біг-Фоллс (округ Раск, Вісконсин)
Біг-Фоллс (англ. Big Falls) — місто (англ. town) в США, в окрузі Раск штату Вісконсин. Населення — 115 осіб (2020).

## Демографія
Згідно з переписом 2010 року, у місті мешкало 140 осіб у 54 домогосподарствах у складі 39 родин. Було 128 помешкань
Расовий склад населення:
| - 98,6 % — білих |

До двох чи більше рас належало 1,4 %. Частка іспаномовних становила 1,4 % від усіх жителів.
За віковим діапазоном населення розподілялося таким чином: 24,3 % — особи молодші 18 років, 63,6 % — особи у віці 18—64 років, 12,1 % — особи у віці 65 років та старші. Медіана віку мешканця становила 48,7 року. На 100 осіб жіночої статі у місті припадало 102,9 чоловіків;  на 100 жінок у віці від 18 років та старших — 112,0 чоловіків також старших 18 років.
Середній дохід на одне домашнє господарство  становив 58 719 доларів США (медіана — 48 958), а середній дохід на одну сім'ю — 64 218 доларів (медіана — 51 250). Медіана доходів становила 41 667 доларів для чоловіків та 28 750 доларів для жінок. За межею бідності перебувало 2,6 % осіб, у тому числі 0,0 % дітей у віці до 18 років та 0,0 % осіб у віці 65 років та старших.
Цивільне працевлаштоване населення становило 61 особа. Основні галузі зайнятості: освіта, охорона здоров'я та соціальна допомога — 31,1 %, виробництво — 29,5 %, транспорт — 8,2 %, оптова торгівля — 6,6 %.